# Michael Rießler
Michael Rießler, né le 16 février 1971 à Bad Belzig en ex-RDA, est un linguiste allemand et Professeur à l'Université de l'Est de la Finlande depuis août 2020,. 

## Biographie
Michael Rießler grandit dans le village de Borne, aujourd'hui un district de Bad Belzig, en ex-RDA. À Bad Belzig, il étudie l'agriculture et achève en 1990 sa formation en passant l'Abitur à l'école professionnelle de Jüterbog. De 1990 à 1991, il effectue son service civil à Potsdam, puis étudie les langues nordiques, l'ethnologie européenne et la langue bulgare à l'Université Humboldt de Berlin. En 2002, il obtient une maîtrise universitaire avec sa thèse sur l'influence de la langue sâme sur les dialectes norvégiens et suédois. Son travail de recherche, intitulé Sprachwechsel und Sprachwandel in Nordskandinavien, est mené sous la supervision du linguiste allemand Yuri Kusmenko. Rießler et Kusmenko avaient déjà publié un article commun sur le sâme du Sud en 2000. En 2011, Rießler soutient sa thèse de doctorat en linguistique à l'Université de Leipzig sous la direction du typologue linguistique Balthasar Bickel.

## Recherche et enseignement
Rießler a publié de nombreux articles scientifiques sur les langues nordiques, les variétés linguistiques sâmes et le komi, que ce soit dans le domaine de la typologie linguistique, de la sociolinguistique, de la documentation linguistique ou des technologies linguistiques. Les recherches de Rießler portent également sur la littérature sâme. De 2008 à 2014, il est l'éditeur de la collection Kleine saamische Schriften (avec Elisabeth Scheller). Depuis 2014, il publie (avec Thomas Mohnike et Joshua Wilbur) son successeur, la collection Samica.
Après son doctorat, Rießler travaille dans plusieurs universités, notamment en Allemagne, en Norvège et en Finlande, et mène des recherches approfondies sur le terrain, en particulier sur la péninsule de Kola et dans d'autres régions du nord-ouest de la Russie. Il travaille pour le Äʹvv skoltsamiskt museum.
À l'automne 2016, Rießler est professeur invité à l'École normale supérieure. Pendant trois semestres, entre 2017 et 2019, il est représentant de la chaire de linguistique générale de l'Université de Bielefeld. En 2015, il est nommé Privat-docent à l'Université d'Helsinki (venia docendi en langues finno-ougriennes) et en 2018 à l'Université de Turku (venia docendi en général et linguistique finno-ougrienne). En 2020, Rießler est nommé professeur de linguistique générale à l'Université de l'Est de la Finlande.

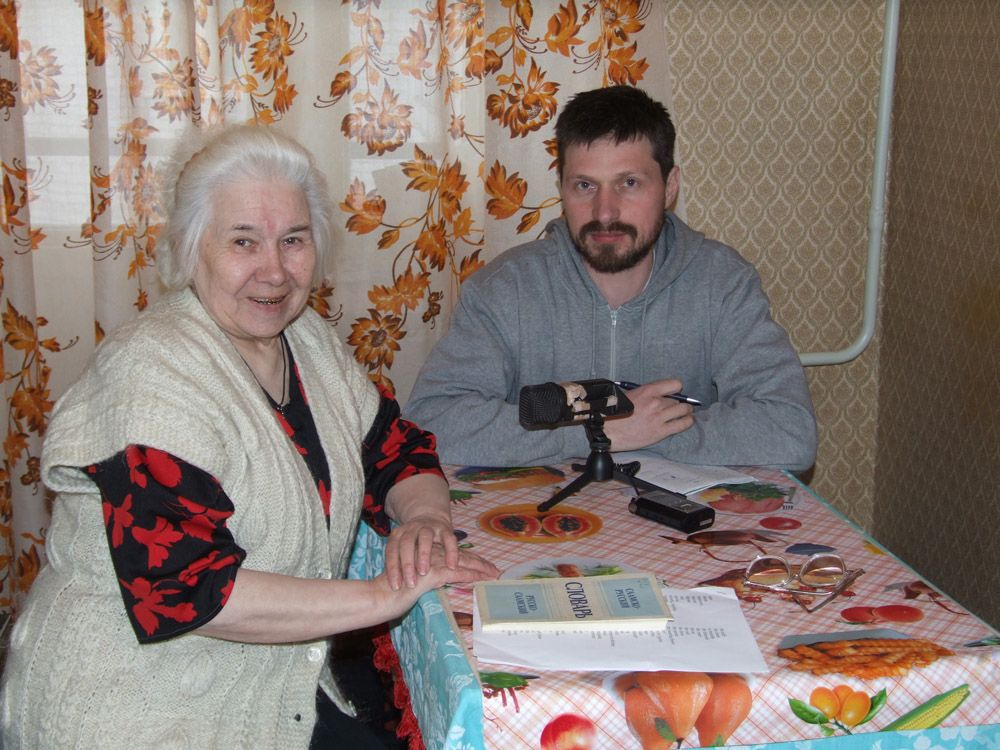
Recherche sur le terrain avec l'aide de Aleksandra Antonova, locutrice de sâme de Kildin à Lovozero (2008).

## Publications

### Monographie
- 2016 : Adjective attribution. Berlin: Language Science Press.  (ISBN 978-3-944675-65-7)

### Édition
- 2019 : Worte verschwinden fliegen zum blauen Licht : Samische Lyrik von Joik bis Rap. Freiburg: Skandinavisches Seminar der Albert-Ludwigs-Universität (avec Johanna Domokos, Christine Schlosser).  (ISBN 978-3-9816835-3-0)
- 2015 : Cultural and linguistic minorities in the Russian Federation and the European Union : Comparative studies on equality and diversity. Cham: Springer (avec Heiko F. Marten, Janne Saarikivi, Reetta Toivanen).  (ISBN 978-3-319-10454-6)
- 2015 : New trends in Nordic and General Linguistics. Berlin: De Gruyter (avec Martin Hilpert, Jan-Ola Östman, Christine Mertzlufft, Janet Duke).  (ISBN 978-3-11-034697-8)